# Tottenham Hotspur FC 2019/2020
Säsongen 2019/2020 var Tottenham Hotspurs 28:e säsong i Premier League och 42:a raka säsong i Englands högsta division. Utöver Premier League deltog klubben även i FA-cupen, Engelska Ligacupen och UEFA Champions League, som de kvalificerades till efter att ha hamnat på en fjärdeplats i ligan föregående säsong. 
Säsongen markerades av ett tränarbyte, när Mauricio Pochettino blev av med sin position som tränare och ersattes av José Mourinho i mitten av november. Utöver detta markerades säsongen av dess långa underhåll mellan mitten av mars till mitten av juni, då all professionell fotboll pausades med anledning av Coronaviruspandemin 2019–2021.
Säsongen var även dokumenterad och släppt som en del av Amazon Prime Videos serie All or Nothing: Tottenham Hotspur.

## Vänskapsmatcher

### Försäsong
Tottenham deltog i 2019 International Champions Cup som försvarande mästare. Dessa matcher spelades i Singapore och Shanghai. Klubben deltog även i 2019 Audi Cup.